# Bosom Buddies
Bosom Buddies is een Amerikaanse sitcom die van 1980 tot 1982 liep op de zender ABC. Een van de hoofdrollen in deze serie werd vertolkt door acteur Tom Hanks.

## Verhaal
Wanneer Kip en Henry hun woonplaats verliezen loopt het leven plots iets minder zorgeloos. Al snel kunnen ze gaan inwonen bij een vriendin. Het enige probleem zou zijn dat de plek "Woman Only" is en ze zich daardoor moeten voordoen als Buffy en Hildegarde.

## Rolverdeling
- Tom Hanks - Kip Wilson/Buffy
- Peter Scolari - Henry Desmond/Hildegarde
- Wendie Jo Sperber- Amy Cassidy
- Holland Taylor - Ruth Dunbar
- Donna Dixon - Sonny Lumet
- Telma Hopkins - Isabelle Hammond
- Lucille Benson - Lilly Sinclair

## Episodes
Seizoen 1
1. Pilot
2. My Brother, My Sister, Myself
3. Loathe Thy Neighbor
4. Macho Man
5. What Price Glory?
6. Kip and Sonny's Date
7. Beauty and the Beasts
8. Revenge
9. Amy's Career
10. Gotta Dance
11. Sonny Boy
12. How Great Thou Art
13. Kip Quits
14. Only the Lonely
15. The Re-Write
16. The Show Must Go On
17. The Hospital
18. Best Friends
19. Cahoots

Seizoen 2
1. The Truths and Other Lies
2. There's No Business ..."
3. The Reunion
4. One For You, One For Me
5. Road to Monte Carlo
6. WaterBalloonGate
7. All You Need is Love
8. Other Than That, She's a Wonderful Person
9. The Slightly Illustrated Man
10. Two Percent Solution
11. Cablevision
12. The Grandfather
13. Hildy's Dirt Nap
14. Kip Off the Old Block
15. The Way Kip and Henry Were
16. Who's On Thirst?
17. Not With My Sister, You Pig
18. Not the Last Picture Show
19. Call Me Irresponsible